# Richard Estes (Paläontologe)
Richard Estes (* 1932; † 1990) war ein US-amerikanischer Wirbeltierpaläontologe, spezialisiert auf fossile Reptilien. Er war Professor an der University of California, San Diego.
Estes veröffentlichte über 100 wissenschaftliche Arbeiten. Er befasste sich mit der phylogenetischen Systematik von verschiedenen Gruppen von Reptilien (wie Eidechsen), Amphibien (wie Frösche und Salamander) und Fischen und außerdem mit Paläoökologie von Lebenswelten, die vom Jura bis in das Miozän reichen.
1990 erhielt er die Romer-Simpson-Medaille der Society of Vertebrate Paleontology. Er war Herausgeber des Journal of Vertebrate Paleontology.
Philip Currie und seine Kollegen Rigby und Sloan benannten 1990 einen Raubsaurier der Oberkreide nach Estes (Ricardoestesia), von dem allerdings nur Zähne bekannt sind. Estes selbst untersuchte Anfang der 1960er Jahre die für ihren Reichtum an Fossilien von Dinosauriern und anderen Wirbeltieren berühmten Lance-Formation der Oberkreide von Wyoming. Er beschrieb auch kreidezeitliche niedere Wirbeltierfossilien aus der Oberkreide der ebenfalls für Dinosaurierfunde berühmten Hell-Creek-Formation von Montana und aus der frühen Kreide Spaniens.

## Erstbeschreibungen (valide)
- Erstautor der Chondrichthyes-Gattung Lonchidion ESTES 1964
- Erstautor der Lonchidion-Art Lonchidion selachos ESTES 1964

## Schriften
- Fossil vertebrates from the Late Cretaceous Lance Formation, eastern Wyoming. University of California Publications in Geological Sciences 49, 1964, S. 1–180
- The phylogenetic relationships of the lizard families. G. Pregill (Herausgeber), Stanford University Press 1988